# Kochanovce (Humenné)
Kochanovce es un municipio del distrito de Humenné en la región de Prešov, Eslovaquia, con una población estimada a final del año 2024 de 735 habitantes.
Se encuentra ubicado al sureste de la región, cerca de los ríos Cirocha y Laborec (cuenca hidrográfica del río Tisza) y de la frontera con la región de Košice.

## Demografía
| Año        | 1994 | 2004     | 2014    | 2024    |
| ---------- | ---- | -------- | ------- | ------- |
| Población  | 651  | 745      | 792     | 735     |
| Diferencia |      | +14,43 % | +6,30 % | −7,19 % |

| Año        | 2023 | 2024    |
| ---------- | ---- | ------- |
| Población  | 731  | 735     |
| Diferencia |      | +0,54 % |